# (14988) Tryggvason
(14988) Tryggvason est un astéroïde de la ceinture principale.

## Description
(14988) Tryggvason est un astéroïde de la ceinture principale. Il fut découvert le 25 octobre 1997 à Kitt Peak par le projet Spacewatch. Il présente une orbite caractérisée par un demi-grand axe de 3,02 UA, une excentricité de 0,34 et une inclinaison de 8,4° par rapport à l'écliptique.

## Compléments